# Jitka Zelenohorská
Jitka Zelenohorská (ur. 11 listopada 1946 w Pradze) – czeska aktorka teatralna, filmowa i telewizyjna. 

## Wybrane role filmowe
- 1961: Szkolna miłość (Červnové dny) – Bětka
- 1964: Starcy na chmielu (Starci na chmelu) – studentka brygadzistka
- 1964: Gdyby tysiąc klarnetów (Kdyby tisíc klarinetů) – pensjonarka
- 1966: Kto chce zabić Jessii? (Kdo chce zabít Jessii?) – Ivana
- 1966: Pociągi pod specjalnym nadzorem (Ostře sledované vlaky) – telegrafistka Zdenička Svatá
- 1967: Skradziony balon (Ukradená vzducholoď / I ragazzi del capitano Nemo) – Katka Tenfieldová
- 1968: Zbrodnia w nocnym klubie (Zločin v šantánu) – Stella
- 1969: Skowronki na uwięzi (Skřivánci na niti) – Jitka
- 1971: W cieniu gilotyny (Klíč) – sprzedawczyni
- 1972: Afery mojej zony (Aféry mé ženy) – Kavanová
- 1974: Kochankowie roku pierwszego (Milenci v roce jedna) – Jitka
- 1976: Przypadek martwych szkolnych kolegów (Případ mrtvých spolužáků) – sekretarka Sojki
- 1976: Trzydzieści przypadków majora Zemana (30 případů majora Zemana) – córka Marie
- 1977: Brygada upał (Parta hic) – Jiřina
- 1977: Jutro wstanę rano i oparzę się herbatą (Zítra vstanu a opařím se čajem)  – pracownica firmy Universum
- 1977: Adela jeszcze nie jadła kolacji (Adéla ještě nevečeřela) – kobieta
- 1978: Hop – i jest małpolud (Hop – a je tu lidoop) – klientka w sklepie mięsnym
- 1979: Arabela (Arabela) – lekarka w szpitalu psychiatrycznym
- 1980: Jak oszukać adwokata (Jak napálit advokáta) – pielęgniarka w kartotece
- 1981: Tajemnica gołębi pocztowych (Neříkej mi majore!) – recepcjonistka
- 1981: Goście z galaktyki Arkana (Gosti iz galaksije / Monstrum z galaxie Arkana) – Lela
- 1982: Zaćmienie częściowe (Neúplné zatmění) – wychowawczyni w internacie
- 1983: Latający Czestmir (Létající Cestmír) – pracownik naukowy
- 1983: Goście (Návštěvníci) – pielęgniarka
- 1985: Piękny Hubert (Fešák Hubert) – kobieta z wizjerem